# Кашица, Владимир Васильевич
Владимир Васильевич Кашица — советский хозяйственный и государственный деятель, Герой Социалистического Труда.

## Биография
Родился в 1934 году на территории современной Хмельницкой области Украины. Член КПСС.
В 1950—1991 — колхозник, механизатор, военнослужащий Советской армии, механизатор, бригадир колхоза имени Чапаева Славутского района Хмельницкой области Украинской ССР.
Указом Президиума Верховного Совета СССР от 24 декабря 1976 года присвоено звание Героя Социалистического Труда с вручением ордена Ленина и золотой медали «Серп и Молот».
Делегат XXVI съезда КПСС.
Умер в селе Вачев Хмельницкой области Славутского района Украинской ССР в 1989 году.

## Награды и звания
- Герой Социалистического Труда (24.12.1976)
- Орден Ленина (15.12.1972, 24.12.1976)
- Орден Октябрьской Революции (08.04.1971)